# Achacjusz Filliborn
Achacjusz Filliborn (ur. 1640, zm. 1712) – poeta, śpiewak.

## Życiorys
Uznawany jest za syna Achatiusa Filliborna, pasamonika, który w 1642 roku otrzymał obywatelstwo Torunia, a w roku 1671 znany był jako mistrz cechu w Gdańsku. Uczęszczał do szkoły w Królewcu. Odbywał służbę w wojsku szwedzkim, węgierskim i polskim. W 1687 roku pojawił się w Gdańsku jako śpiewak zespołu kościoła św. Jakuba. W tym samym roku został pierwszym śpiewakiem w najlepszej kapeli miasta utrzymywanej z budżetu Rady Miasta przy kościele Mariackim. Inicjował utwory podczas nabożeństw. Powierzono mu także edukację pauperów, czyli ubogich uczniów osobnej klasy Szkoły Mariackiej Zasłynął jako twórca poezji związanej z Bożym Narodzeniem. Zdaniem prof. Andrzeja Januszajtisa i ks.Józefa Naumowicza gdański kantor poprzez swój wiersz napisany w 1698 dał "pierwsze pewne świadectwo choinkowych obyczajów". Siedemnastowieczny utwór "Święte drzewo Chrystusowe"  zawierał opiewanie drzewka bożonarodzeniowego. W latach 1696–1708 pisał wierszowane życzenia świąteczne i noworoczne, wydawane przez oficynę Stollego.

## Publikacje
- Von dem Neugebohrnen Jesulein, Erbittet Bey Endigung des 1696sten Und Bey Anfang des 1697sten Heyl-Jahres, Einem Erlaucht-Hoch-Edlen Rath [...][4]